# Alfonso Garzón Santibáñez (Sonora)
Alfonso Garzón Santibáñez también conocido como Zacatecas, es un ejido del municipio de Caborca ubicado en el noroeste del estado mexicano de Sonora, en la zona del desierto de Sonora. Según los datos del Censo de Población y Vivienda realizado en 2020 por el Instituto Nacional de Estadística y Geografía (INEGI), Alfonso Garzón Santibáñez (Zacatecas) tiene un total de 69 habitantes.

## Geografía
Alfonso Garzón Santibáñez se sitúa en las coordenadas geográficas 30°28'59" de latitud norte y 112°16'42" de longitud oeste del meridiano de Greenwich, a una elevación de 239 metros sobre el nivel del mar.